# Wernau (Neckar)
Wernau (Neckar) è una città tedesca di 12 388 abitanti, situata nel land del Baden-Württemberg.